# Campeonato Junior Challenge 2025
El Campeonato Panamericano Junior Challenge de 2025 se llevó a cabo del 8 al 16 de marzo de 2025 en Bridgetown, Barbados.
Los dos equipos mejor ubicados clasificaron a los Juegos Panamericanos Junior 2025, a celebrarse del 9 al 20 de agosto de 2025 en Asunción, Paraguay.
Los equipos en competencia por la rama femenil son: Barbados, México, Guyana, Trinidad y Tobago, Puerto Rico y Guatemala.
México se consagró campeón luego de derrotar en la final a Puerto Rico 3-2.

## Primera fase
| Equipo            | PJ | PG | PE | PP | GF | GC | DG  | Pts |
| ----------------- | -- | -- | -- | -- | -- | -- | --- | --- |
| México            | 5  | 5  | 0  | 0  | 44 | 1  | 43  | 15  |
| Puerto Rico       | 5  | 4  | 0  | 1  | 38 | 3  | 35  | 12  |
| Guyana            | 5  | 3  | 0  | 2  | 6  | 9  | -3  | 9   |
| Trinidad y Tobago | 5  | 1  | 1  | 3  | 2  | 23 | -21 | 4   |
| Barbados          | 5  | 1  | 0  | 4  | 8  | 19 | -11 | 3   |
| Guatemala         | 5  | 0  | 1  | 4  | 0  | 43 | -43 | 1   |

|  | Avanzan a la final. |  | Jugarán por el 3º puesto. |  | Jugarán por el 5° puesto. |

| 8 de marzo de 2025 10:00 Horas | Guyana                                      | 4:0     | Guatemala | Sir Garfield Sports Complex, Bridgetown |  |
|                                | Fernandes 7', 35' · Uzzi 27' · Percival 49' | Reporte |           |                                         |  |

| 8 de marzo de 2025 12:00 Horas | Trinidad y Tobago | 0:8     | México                                                                    | Sir Garfield Sports Complex, Bridgetown |  |
|                                |                   | Reporte | Espinoza 2', 10', 36' · Moreno 3' · Guzman 7', 37' · Cruz 16' · Noria 30' |                                         |  |

| 8 de marzo de 2025 16:00 Horas | Barbados | 0:6     | Puerto Rico                                                           | Sir Garfield Sports Complex, Bridgetown |  |
|                                |          | Reporte | Reed 17' · Kosek 25', 46' · Schumacher 37' · Hasepat 43' · Aponte 50' |                                         |  |

| 9 de marzo de 2025 08:00 Horas | Guyana | 0:6     | México                                             | Sir Garfield Sports Complex, Bridgetown |  |
|                                |        | Reporte | Guzman 3', 6' · Espinoza 22', 51' · Noria 27', 48' |                                         |  |

| 9 de marzo de 2025 12:00 Horas | Puerto Rico | 13:0    | Trinidad y Tobago | Sir Garfield Sports Complex, Bridgetown |  |
|                                | Reed M 3', 35' · Reed 15' · Landis 19', 54' · Kosek 20', 23', 31' · Rottinghaus 22' · Schumacher 38', 56' · Hasepat 38' · Cooper 46' | Reporte |                   |                                         |  |

| 9 de marzo de 2025 16:00 Horas | Barbados                | 6:0     | Guatemala | Sir Garfield Sports Complex, Bridgetown |  |
|                                | Goal 20', 24', 35', 36' | Reporte |           |                                         |  |

| 11 de marzo de 2025 10:00 Horas | Puerto Rico               | 3:0     | Guyana | Sir Garfield Sports Complex, Bridgetown |  |
|                                 | Kosek 30', 44' · Reed 43' | Reporte |        |                                         |  |

| 11 de marzo de 2025 12:00 Horas | México | 17:0    | Guatemala | Sir Garfield Sports Complex, Bridgetown |  |
|                                 | Noria 8', 25', 30', 31', 53' · Espinoza 13', 23', 34', 37' · Mares 22' · Guzman 30', 58' · Camacho 36', 51' · Moreno 44' · Rodriguez 47' · Lopez S 54' | Reporte |           |                                         |  |

| 11 de marzo de 2025 16:00 Horas | Barbados | 1:2     | Trinidad y Tobago   | Sir Garfield Sports Complex, Bridgetown |  |
|                                 | Goal 26' | Reporte | Rowe 13' · Dash 20' |                                         |  |

| 12 de marzo de 2025 10:00 Horas | Guatemala | 0:0     | Trinidad y Tobago | Sir Garfield Sports Complex, Bridgetown |  |
|                                 |           | Reporte |                   |                                         |  |

| 12 de marzo de 2025 12:00 Horas | México                      | 3:0     | Puerto Rico | Sir Garfield Sports Complex, Bridgetown |  |
|                                 | Noria 13', 56' · Guzman 54' | Reporte |             |                                         |  |

| 12 de marzo de 2025 16:00 Horas | Barbados | 0:1     | Guyana       | Sir Garfield Sports Complex, Bridgetown |  |
|                                 |          | Reporte | Ferreira 13' |                                         |  |

| 14 de marzo de 2025 12:00 Horas | Guyana       | 1:0     | Trinidad y Tobago | Sir Garfield Sports Complex, Bridgetown |  |
|                                 | Ferreira 19' | Reporte |                   |                                         |  |

| 14 de marzo de 2025 14:00 Horas | Guatemala | 0:16    | Puerto Rico | Sir Garfield Sports Complex, Bridgetown |  |
|                                 |           | Reporte | Clayton 5', 23', 28' · Schumacher 12' · Coughlin 13', 29' · Kosek 20', 39', 43' · Reed 21', 26', 45' · Cooper 27', 55' · Landis 31' · Aponte 57' |                                         |  |

| 14 de marzo de 2025 16:00 Horas | Barbados      | 1:10    | México                                                                                                  | Sir Garfield Sports Complex, Bridgetown |  |
|                                 | De Koning 48' | Reporte | Noria 6', 38', 54' · Guzman 7', 29' · Castillo 16' · Cruz 19' · Moreno 40' · Espinoza 56' · Lopez S 58' |                                         |  |

## Fase final

### Quinto puesto
| 15 de marzo de 2025 12:00 Horas | Barbados | 0:0 (4:1 SO) | Guatemala | Sir Garfield Sports Complex, Bridgetown |                                     |
|                                 |          | Reporte      |           | Árbitra: King Felicia Barbera Erika     | Árbitra: King Felicia Barbera Erika |

### Tercer puesto
| 16 de marzo de 2025 10:00 Horas | Guyana      | 1:0     | Trinidad y Tobago | Sir Garfield Sports Complex, Bridgetown |                                       |
|                                 | Klautky 52' | Reporte |                   | Árbitra: Borrallo Diana Doyle Whitney   | Árbitra: Borrallo Diana Doyle Whitney |

### Final
| 16 de marzo de 2025 14:00 Horas | México                      | 3:2     | Puerto Rico                | Sir Garfield Sports Complex, Bridgetown |                                      |
|                                 | Noria 11', 34' · Guzman 20' | Reporte | Schumacher 5' · Cooper 41' | Árbitra: Barbera Erika George Kevin.    | Árbitra: Barbera Erika George Kevin. |

| Bandera de México |
| Campeón Mexico    |

## Posiciones
| Posición | Equipo            |
| -------- | ----------------- |
| 1        | México            |
| 2        | Puerto Rico       |
| 3        | Guyana            |
| 4        | Trinidad y Tobago |
| 5        | Barbados          |
| 6        | Guatemala         |